# 雨が始まりの合図/SUMMER様様
「雨が始まりの合図 / SUMMER様様」（あめがはじまりのあいず / サマーさまさま）は、7ORDERの楽曲。同グループのメジャーデビューシングルとして、日本コロムビアから2021年7月7日に発売された。

## リリース
表題曲である「雨が始まりの合図」はリーダーの安井謙太郎の誕生日を祝うためにインディーズ時代に制作した楽曲。真田佑馬が作曲を行い、メンバーが1小節ごとの作詞を行った。インディーズ時代の原曲をPresent Ver.として収録。またシングル化にあたって、2番の安井パートが新たに作られている。
またもう一つの表題曲であるSUMMER様様はORANGE RANGEのHIROKIが作詞、NAOTOが作曲を行ったサマーチューンとなっている。

### 特典
- 先着特典 - 傘デコシール、雨のしずくクリップ、メガジャケ、B2告知ポスター（対象店舗別の全7種）[5]

## 収録内容

### CD
- 1〜4曲目は全形態共通

1. 「雨が始まりの合図」 – 3:48
作詞：7ORDER、作曲：Yuma Sanada
2. 「SUMMER様様」 – 3:09
作詞：HIROKI、作曲：NAOTO
3. 「雨が始まりの合図 -Gakuya-」 – 2:59
  - メンバー出演の楽屋トーク[4]
4. 「雨が始まりの合図 -Present Ver.-」 – 2:46
作詞：7ORDER、作曲：Yuma Sanada

### DVD
1. 「雨が始まりの合図」 MUSIC VIDEO SPECIAL EDITION
2. 「SUMMER様様」 MUSIC VIDEO SPECIAL EDITION
3. MUSIC VIDEOメイキング